# Goudenpolder
De Goudenpolder is een polder ten noorden van Waterlandkerkje, behorend tot de Oranjepolders.
De polder werd bedijkt in 1539 en betrof een aantal schorren in het zuidoosten van de Brugsche Vaart. De polder was betrekkelijk hooggelegen, 2,1 m boven NAP. Bij de inundaties van 1583 en later bleef deze polder als een eiland boven water.
De polder wordt begrensd door de Goudenpolderdijk en de Philipsweg. De boerderij Vrede is Rijkdom ligt in de polder, die 63 ha groot is.
Aan de zuidrand van de polder ligt de kom van Waterlandkerkje.